# Federación (Argentina)
Federación è una città dell'Argentina, capoluogo della provincia di Entre Ríos. Ha 16.658 abitanti secondo il censimento del 2010 [INDEC]. Si trova al confine con l'Uruguay, presso il bacino della diga del Salto Grande, sulla riva destra (occidentale) del fiume Uruguay, a circa 45 km a monte della città di Concordia e a 265 km dalla capitale provinciale Paraná, vicino alla Strada Nazionale 14.

## Storia
L'origine della città fu un ranch chiamato Mandisoví, creato nel 1777, che crebbe fino a diventare un prospero villaggio ma cadde in disgrazia successivamente a causa di una guerra civile. Una nuova città di Mandisoví fu fondata in una località vicina dal colonnello Manuel Antonio Urdinarrain, che comandava la zona, sotto gli ordini del caudillo Justo José de Urquiza. Urdinarrain informò Urquiza della nuova città e gli chiese di darle un nome. Urquiza scelse il nome Pueblo de la Federación. Nel 1974 i cittadini di Federación subirono un altro trasferimento, poiché l'ultimo insediamento vicino al fiume Uruguay stava per essere inondato dalle acque del Salto Grande. La città fu demolita e ricostruita in due anni. La nuova Federación fu formalmente inaugurata nel 1979 dal presidente de facto, il dittatore militare Jorge Rafael Videla.
La legge n. 8394 del 1990, stabilì i confini giurisdizionali del comune di Federación.
L'economia locale si basa sulle coltivazioni di agrumi e sull'industria del legname (la città ha 22 segherie), oltre che sull'apicoltura su piccola scala.

## Turismo
Il complesso termale della città è uno dei più visitati dai turisti in Argentina ed è un'importante fonte di reddito per la città.  Le sorgenti termali emergono da una profondità di 1268 metri, con una portata di 450 m³/h e una pressione di pozzo chiuso di 5,8 kg/cm².

## Clima
In estate la temperatura media è compresa tra i 22 °C e i 26 °C, mentre in inverno è compresa tra i 12 °C e i 15 °C. L'umidità media è del 73% e le precipitazioni raggiungono i 1300 mm all'anno.